# DSN-2
DSN-2 (inna nazwa Kirameki 2) – japoński satelita telekomunikacyjny, operujący w paśmie X, wykorzystywany przez firmę DSN Corporation. Jest on częścią systemu łączności przeznaczonego dla Japońskich Sił Samoobrony. Satelita ten został wystrzelony 24 stycznia 2017 za pomocą rakiety H-IIA. Pełne uruchomienie satelity zaplanowane jest na marzec 2017, zaś zakończenie czynności operacyjnych planowane jest w 2031.
Satelita ten jest jedynym pełnoprawnym satelitą komunikacyjnym zamówionym przez DSN. DSN-1 jest tak naprawdę ładunkiem dodatkowym komercyjnego satelity Superbird B3. Start tego satelity był wstępnie planowany na rok 2015, później na 2016, ostatecznie wskutek uszkodzenia satelity podczas transportu w maju 2016, wyznaczono termin startu na rok 2018.